# Zhejiang
Zhejiang (fil), tidigare känt som Chekiang, är en provins i Kina, belägen vid landets östkust. Huvudort är Hangzhou. Zhejiang gränsar i norr till Jiangsu och Shanghai, i nordväst till Anhui, i väst till Jiangxi och i syd till Fujian. Zhejiang har kust mot Östkinesiska havet.

## Geografi
Zhejiang är en av de minsta provinserna i Kina. En nordlig del är slättland med stora städer, såsom Huzhou,
Hangzhou, Shaoxing och Ningbo. Nordöst om den sistnämnda ligger Zhoushanöarna. Det övriga, som i norr avvattnas av Qiantangfloden
och i söder av Dazhe, är ett i allmänhet mycket naturskönt bergland med synnerligen bördiga dalar. Bergstrakterna lämnar te, kustslätten silke och ris. Kol bryts vid Huzhou.

## Näringsliv
Zhejiang är den tredje största ekonomin och tredje största exportören i Kina. På grund av provinsregeringens företagsvänliga politik har tusentals småföretag blomstrat och provinsen är känd i Kina för sin entreprenörskultur, vilket också lett till att den ekonomiska klyftan mellan stad och landsbygd är mindre här än på andra håll i landet. Ett starkt bidragande skäl till framgångarna är låga lönekostnader och stora volymer. Zhejiangs tillverkningsindustri framställer främst elektronik och annan utrustning.
Ett exempel på småföretagsamheten är landsortsstaden Yiwu som är känd som Kinas "strumpstad" då orten producerar över tre miljoner par strumpor åt Wal-Mart, Pringle och Disney varje år. Staden har också blivit känd för sina partihandelsmarknader där grosshandlare från hela Kina kan köpa varor för vidareförsäljning.
Zhejiang är hemprovins för Zhejiang Geely Holding Group, som blev huvudägare i Volvo Personvagnar 2010.

## Administrativ indelning och befolkning
Större delen av Zhejiangs befolkning talar dialekter som tillhör wu-gruppen. De flesta av dessa dialekter skiljer sig markant från standardkinesiska och är inte omedelbart begripliga för utomstående.
Provinsen är indelad i 11 administrativa enheter på prefekturnivå, varav två är subprovinsiella städer och nio är städer på prefekturnivå.
| Karta                       | Nr       | Namn                 | Administrativt säte | Kinesiska Pinyin | Population (2010) |
| --------------------------- | -------- | -------------------- | ------------------- | ---------------- | ----------------- |
|                             |          |                      |                     |                  |                   |
| — Subprovinsiella städer —  |          |                      |                     |                  |                   |
| 1                           | Hangzhou | Gongshu-distriktet   | 杭州市 Hángzhōu shì | 8 700 400        |                   |
| 2                           | Ningbo   | Haishu-distriktet    | 宁波市 Níngbō shì   | 7 605 700        |                   |
| — Städer på prefekturnivå — |          |                      |                     |                  |                   |
| 3                           | Huzhou   | Wuxing-distriktet    | 湖州市 Húzhōu shì   | 2 893 500        |                   |
| 4                           | Jiaxing  | Nanhu-distriktet     | 嘉兴市 Jiāxīng shì  | 4 501 700        |                   |
| 5                           | Jinhua   | Wucheng-distriktet   | 金华市 Jīnhuá shì   | 5 361 600        |                   |
| 6                           | Lishui   | Liandu-distriktet    | 丽水市 Líshuǐ shì   | 2 117 000        |                   |
| 7                           | Quzhou   | Kecheng-distriktet   | 衢州市 Qúzhōu shì   | 2 122 700        |                   |
| 8                           | Shaoxing | Yuecheng-distriktet  | 绍兴市 Shàoxīng shì | 4 912 200        |                   |
| 9                           | Taizhou  | Jiaojiang-distriktet | 台州市 Tāizhōu shì  | 5 968 800        |                   |
| 10                          | Wenzhou  | Lucheng-distriktet   | 温州市 Wēnzhōu shì  | 9 122 100        |                   |
| 11                          | Zhoushan | Dinghai-distriktet   | 舟山市 Zhōushān shì | 1 121 300        |                   |

Dessa är vidare indelade i sammanlagt 32 stadsdistrikt, 35 häraden, 1 autonomt härad och 22 städer på häradsnivå.

## Politik
Den politiska makten i Zhejiang utövas officiellt av provinsens folkregering, som leds av den regionala folkkongressen och guvernören i provinsen. Dessutom finns det en regional politiskt rådgivande konferens, som motsvarar Kinesiska folkets politiskt rådgivande konferens och främst har ceremoniella funktioner. Provinsens guvernör sedan september 2021 är Wang Hao.
I praktiken utövar dock den regionala avdelningen av Kinas kommunistiska parti den avgörande makten i Anhui och partisekreteraren i regionen har högre rang i partihierarkin än guvernören. Sedan december 2022 heter partisekreteraren Yi Lianhong.